# APEP Pitsilia
Athlitiki Podosfairiki Enosi Pitsilia (ehemals APEP Limassol) ist ein zyprischer Fußballverein aus Kyperounda.

## Geschichte
Der 1979 als Athlitiki Podosfairiki Enosi Potamitissas in Potamitissa gegründete Klub erreichte 1982 erstmals die Third Division und gewann nach Umbenennung in APEP Limassol dort 1986 die Meisterschaft. In der Second Division gelangen dem Neuling 19 Siege in 28 Spielen, so dass er als Zweitligameister mit zwei Punkten Vorsprung auf Anagennisi Deryneia den direkten Durchmarsch in die First Division schaffte. Mit vier Punkten Rückstand auf den von Ethnikos Achnas belegten ersten Nichtabstiegsplatz verpasste der Klub in der Spielzeit 1987/88 den Klassenerhalt. Hinter EPA Larnaka stieg sie 1990 als Vizemeister der Second Division wieder auf, gleichzeitig erfolgte die Umsiedlung nach Kyperounda mit der Umbenennung in Athlitiki Podosfairiki Enosi Pitsilia. Abermals verpasste die Mannschaft den Klassenerhalt und beendete die Spielzeit 1990/91 auf dem letzten Platz, da sie zudem einen Abzug von vier Punkten wegen des Nichtantretens zum Ligaspiel bei Anorthosis Famagusta erhielt. Den direkten Wiederaufstieg verpasste die Mannschaft nach zwei Niederlagen in der Relegation gegen Olympiakos Nikosia. 1993 gelang die Erstligarückkehr als Vizemeister hinter Omonia Aradippou, erneut währte der Aufenthalt in der Beletage nur eine Spielzeit ebenso wie in der Spielzeit 1996/97. In der folgenden Spielzeit wurde der Klub in die Drittklassigkeit durchgereicht, schaffte aber den direkten Wiederaufstieg.
APEP platzierte sich in den folgenden Jahren im mittleren Tabellenbereich der Second Division. 2005 wurde die Mannschaft hinter APOP Kinyras Peyias Vizemeister und kehrte in die First Division zurück. Auch beim fünften Anlauf verpasste sie den Klassenerhalt, bei nur einem Saisonsieg reichte es in der Spielzeit 2005/06 nur zum vorletzten Tabellenplatz vor Enosis Neon THOI Lakatamia. Zur Spielzeit 2008/09 kehrte der Klub in die erste Liga zurück und platzierte sich in der Abstiegsrunde insbesondere aufgrund der Auswärtsstärke – in den Partien bei AE Paphos, Enosis Neon Paralimni und Alki Larnaka blieb man ohne Niederlage – vor dem Absteiger aus Larnaka. In der folgenden Spielzeit wurde der Klub jedoch erneut nur Tabellenletzter, dabei erhielt er einen Abzug von sechs Punkten, als die Mannschaft beim Spiel gegen Ethnikos Achnas aus Protest den Platz verlassen hatte.
2015 stieg APEP in die Third Division ab, 2018 folgte für den mit finanziellen Problemen kämpfenden Klub der Abstieg in den regionalen Ligabereich. 2020 profitierte der Klub vom vorzeitigen Abbruch der Spielzeit aufgrund der COVID-19-Pandemie und stieg wieder in die Drittklassigkeit auf.